# Jens E. Olesen
 For alternative betydninger, se Jens Olesen. (Se også artikler, som begynder med Jens Olesen)
Jens E. Olesen (født 1950 i Casablanca) er en dansk historiker. Han er professor i Nordens historie ved Greifswald Universitet i Tyskland. Han blev nysproglig student fra Viby Amtsgymnasium i juni 1970 og derefter uddannet ved Aarhus Universitet. Han arbejdede som rektor ved Dansk Folkeuniversitet i Odense, før han kom til Greifswald i 1996.
Han blev medlem af Det kongelige danske Selskab for Fædrelandets Historie i 1999, og i 2008 desuden livstidsmedlem af Societas Scientiarum Fennica, det finske videnskabsakademi. Desuden blev han udnævnt til ridder af Finlands Hvide Roses Orden. Olesen er udgiver af bogrækken Studia Nordica Greifswaldensia, som omfatter forskellige forskningsarbejder om Nordens historie og Østersøområdet.